# Comitato Olimpico del Kuwait
Il Comitato Olimpico del Kuwait (noto anche come للجنة الاولمبية الكويتية in arabo) è un'organizzazione sportiva kuwaitiana, nata nel 1957 a Safat, Kuwait.
Rappresenta questa nazione presso il Comitato Olimpico Internazionale (CIO) dal 1966 ed ha lo scopo di curare l'organizzazione ed il potenziamento dello sport in Kuwait e, in particolare, la preparazione degli atleti kuwaitiani, per consentire loro la partecipazione ai Giochi olimpici. L'associazione è, inoltre, membro del Consiglio Olimpico d'Asia.
L'attuale presidente del comitato è Ahmad Al-Fahad Al-Sabak, mentre la carica di segretario generale è occupata da Obaid Zaid Al-Anzi.